# Броди, Тамаш
Тамаш Броди (венг. Bródy Tamás; 24 января 1913, Коложвар — 10 июня 1990, Будапешт) — венгерский дирижёр и композитор.
В 1929—1933 гг. изучал композицию под руководством Золтана Кодая. Дебютировал как дирижёр в 1935 году. Во время Второй мировой войны работал в Вене, Берне, Люцерне. Вернувшись в Венгрию после войны, в 1947—1973 гг. работал в Будапештском театре оперетты. Одновременно в 1957 г. ненадолго возглавил Симфонический оркестр Венгерского радио. Записал для венгерской студии Hungaroton оперетты Имре Кальмана «Принцесса цирка», «Королева чардаша (Сильва)», «Цыганский барон», а также «Мадам Дюбарри» Карла Миллекера, «Бал в „Савойе“» Пала Абрахама и др.
Автор театральной музыки и музыки к фильмам, особенно режиссёра Мартона Келети — в частности, «Яника» (1949), «Ненужная месть» (1951), «Новички на стадионе» (1952), «Пятница, 13-е» (1953), «Чудесный нападающий» (1956).